# 东北鸦葱
东北鸦葱（学名：Scorzonera manshurica）是菊科鸦葱属的植物，为中国的特有植物。分布于中国大陆的黑龙江、辽宁等地，生长于海拔1,000米的地区，多生长在旱燥山坡，目前尚未由人工引种栽培。